# Molestowanie prawne
Molestowanie prawne (ang. legal harassment) – przypadek niewłaściwego użycia środków prawnych w celu szykany lub wywarcia nacisku, przybierający różne formy, np. stosowania sankcji administracyjnych, prowadzenia postępowania sądowego (cywilnego lub karnego), groźby prowadzenia szeroko zakrojonych i kosztownych postępowań cywilnych, ale też instrumentalnego stosowania prawa przeciw słabszym uczestnikom obrotu, pojawiającego się na tle m.in. praktyk banków, czyszczenia kamienic, ekscesów prywatyzacji, funkcjonowania małych firm pożyczkowych czy sieci franczyzowych. 
Legal harassment to posługiwanie się prawem jako narzędziem prześladowania i krzywdzenia określonych osób i grup społecznych, a także traktowanie prawa jako elementu inżynierii społecznej opartej na hipokryzji i doraźnej potrzebie politycznej. Ofiarą molestowania prawnego niejednokrotnie padają dziennikarze, przykładem może być maltańska dziennikarka Daphne Caruana Galizia, przeciwko której prowadzono ponad 40 procesów sądowych zainicjowanych przez wysokich urzędników, przedsiębiorstwa i osoby fizyczne. Dotyka ono również prawników, np. sędziów, którzy oskarżani o niestosowne zachowanie zostają uwikłani w wielość, splot procedur (wyjaśniających, dyscyplinarnych, immunitetowych) oraz w wydawane w ich ramach akty urzędowe, uniemożliwiające lub utrudniające im wykonywanie obowiązków zawodowych. Molestowanie prawne to także przypadki niemożności zrealizowania przez jednostkę przysługujących jej praw, gdyż ta, pomimo zwrócenia się o pomoc do organów władzy, teoretycznie mających ją wspierać (np. w postaci sądu i egzekucji), napotyka wyłącznie na wsparcie pozorne i opieszałe.
Jak wskazuje Ewa Łętowska, molestowanie prawne to problem społeczny, wiążący się z upadkiem zaufania i dysfunkcjami prawa. Mieć bowiem prawo (teoretycznie) i nie móc go wyegzekwować jest znacznie dotkliwszą deprywacją (torturą nadziei wynikającą z bezsilności), niż brak prawa w ogóle. Legal harassment to określenie zjawiska, gdy prawo staje się instrumentem wykluczenia, nękania czy – w lżejszej postaci – zamiast być orężem obronnym – temu celowi nie służy lub służy źle, stając się paradoksalnie i w niezamierzony sposób czynnikiem „słabości” w obrocie. 
Molestowanie prawne może skutkować efektem mrożącym, zarówno w działalności organów państwa, np. sądów, jak i w życiu prywatnym obywateli, gdyż efekt ten pojawia się nie tylko w wypadku sporów zasadnych, ale nawet przy sporach wytaczanych w sprawach nierokujących powodzenia lub takich, gdzie sąd ma szeroki margines oceny sytuacyjnej (niepewność granic prawa).
Polskie media sporo uwagi poświęcają tzw. strategicznym pozwom przeciwko partycypacji publicznej (SLAPP, ang. Strategic Lawsuits Against Public Participation), stanowiącym narzędzie tłumienia debaty publicznej, używane przez rządy i korporacje przeciwko aktywistom, dziennikarzom i wszystkich, którzy chcą zabierać głos na ważne tematy publiczne.
W maju 2024, w czasie wizyty w Brukseli, minister sprawiedliwości Adam Bodnar powiedział, że przepisy przeciwdziałające bezpodstawnym powództwom sądowym, mającym na celu nękanie i cenzurowanie osób ujawniających informacje w interesie publicznym, są jednym z instrumentów prawnych wzmacniających prawo Unii Europejskiej w celu skuteczniej ochrony społeczeństwa obywatelskiego, aktywistów, prawników, dziennikarzy i członków środowisk akademickich.